# مارسيل مور
مارسيل مور (بالفرنسية: Suzanne Malherbe)‏ هي مصورة ورسامة توضيحية ومصممة فرنسية، ولدت في 19 يوليو 1892 في نانت في فرنسا، وتوفيت في 19 فبراير 1972 في جيرزي.